# Mallplaza La Serena
Mallplaza La Serena es el quinto centro comercial de la cadena Mallplaza, se ubica en la comuna de La Serena, a un costado de la ruta 5 Panamericana La Serena-Coquimbo. Su radio de acción son las comunas de La Serena, Coquimbo, Ovalle y zonas aledañas, que conforman una población de 600.000 habitantes. Se compone de dos tiendas por departamento o tiendas ancla (Falabella y París), 70 tiendas menores, 6 salas de cine (Cinemark), una zona de juegos infantiles y 9 restaurantes.

## Historia
El centro comercial fue inaugurado el 12 de diciembre de 1998. En noviembre de 2001 inauguró su centro médico Integramédica y en septiembre de 2004 una biblioteca. A inicios de 2008 inauguró su ampliación, que contempló la construcción de un AutoPlaza, un Bulevar de servicios y en 2009 el Instituto Profesional AIEP. En agosto de 2010 Mallplaza La Serena inició el cobro por el uso de los estacionamientos subterráneos.
El día domingo 26 de agosto de 2012 abrió sus puertas Aires de Mallplaza La Serena con exclusivas marcas. En 2013 la tienda Falabella, remodeló su tienda del Mall construyendo un tercer piso. En octubre de 2014 Mallplaza La Serena habilitó una pasarela con la finalidad de agilizar el tránsito entre el centro comercial y el sector Aires.

### Ampliación
El 5 de junio de 2019 Mallplaza anunció la ampliación del centro comercial, que contempla una inversión de $40 millones de dólares y más de 26 mil metros cuadrados en 6 pisos, que incluyen un supermercado ligada de la cadena Tottus, 7 nuevas salas de cine de la mano de Cinemark, 2 nuevas zonas de servicio, nuevas tiendas comerciales y más de 600 estacionamientos adicionales. El 12 de noviembre de 2020 abrió sus puertas el supermercado Tottus, otorgando 130 nuevos puestos de trabajo. Además se habilitaron 240 nuevos estacionamientos en el primer y segundo piso con acceso directo a éste.
Cinemark anunció la reapertura para el 2 de septiembre de 2021, con 7 nuevas salas y cerca de 1500 asientos, las que incluyen 5 salas clásicas, 1 sala con butacas D-BOX y 1 sala XD. La nueva ubicación del cine se encuentra en sector Aires de Mallplaza. Por otro lado, H&M inauguró su nueva tienda el 5 de mayo de 2022; la tienda cuenta con más de 1700 metros cuadrados en 2 pisos y más de 70 trabajadores. También es la primera tienda en Chile de H&M que incorpora paneles solares junto con la implementación del sistema Building Monitory System, que permite el control y automatización del lugar, entregando un monitoreo en tiempo real respecto a sus consumos. La ubicación de la tienda se encuentra en la ex ubicación de Cinemark.
También con la ampliación y reconversión que está realizando Mallplaza, llega la francesa Decathlon y estará ubicada en un parte del espacio que dejó Cinemark. Su apertura estaba prevista para el segundo semestre de 2022.

## Tiendas y restaurantes comerciales
En la actualidad el centro comercial cuenta con importantes marcas, tanto nacionales como internacionales, entre las que se destacan: Adidas, Adidas Originals, Aldo Group, Converse, Crocs, Decathlon, Dockers, Falabella, H&M, Lacoste, Levi's, MAC Cosmetics, Mango, Nike, Pandora, París, Puma, Ray-Ban, Samsung, Volcom, entre otras.
Mientras que en la oferta gastronómica cuenta con los siguientes restaurantes: Burger King, 2 cafeterías Dunkin', Emporio La Rosa, Johnny Rockets, Kentucky Fried Chicken, McDonald's, Starbucks, Telepizza, Wendy's, Yogen Früz, entre otras.